# サロニカ諸島

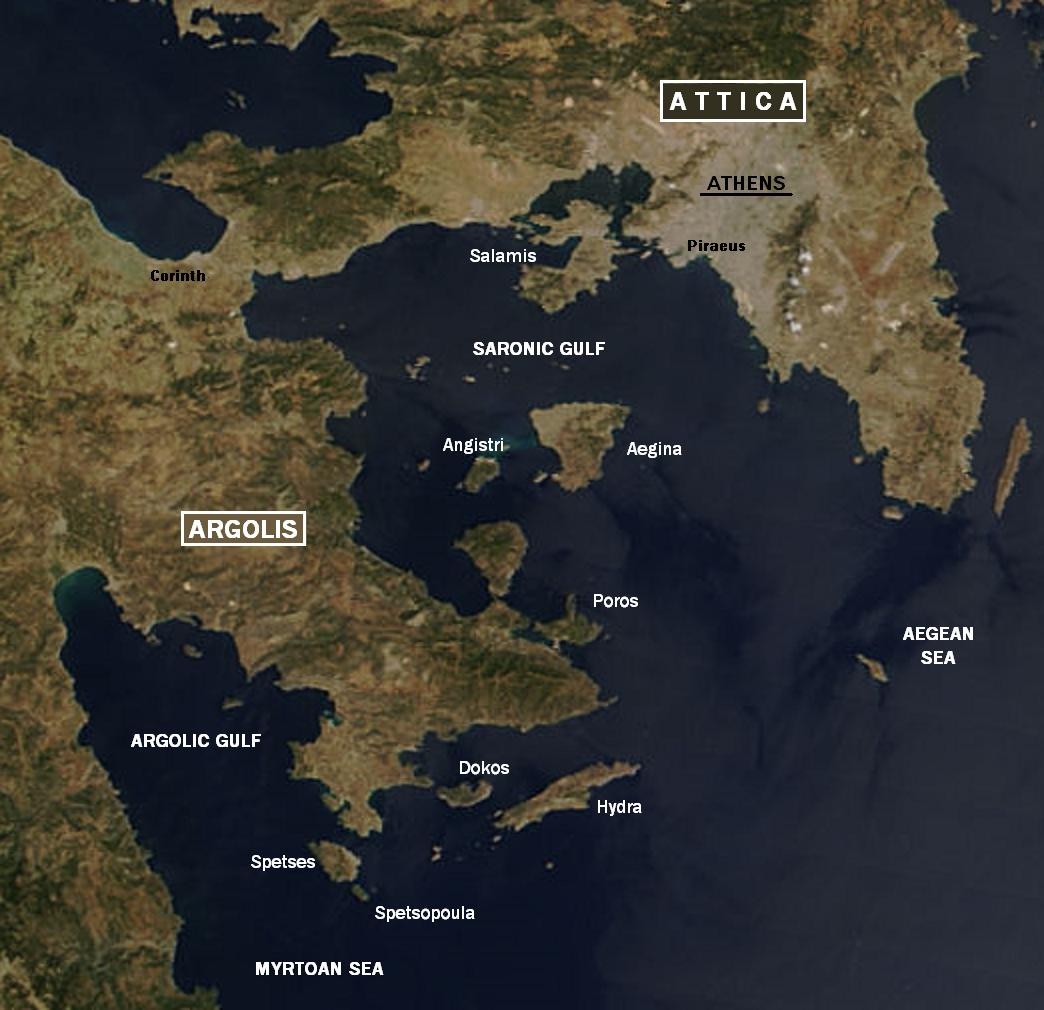
サロニコス湾とサロニカ諸島

サロニカ諸島（ギリシア語: Σαρωνικά Νησιά ; 英: Saronic Islands）は、ギリシャのエーゲ海・サロニコス湾に浮かぶ諸島。

## 属する島
サロニカ諸島に属する島は下記の通り。
- サラミス島：古代ギリシャの海軍がペルシャ艦隊の攻撃を防いだサラミスの海戦の舞台。
- エギナ島
- アンギストリ島
- ポロス島

（サロニカ湾とアルゴリック湾の間に位置する）イドラ島、ドコス島も含まれる場合がある。
ギリシャ人の多くはこれらの島に別荘を所有しており、ピレウスやペロポネソス半島からは常時フェリーが出ている。